# Aleksandrów Kujawski
Aleksandrów Kujawski [alɛˈksandruf kuˈjafsci] (bis 1879 Trojanów, 1879–1919 Aleksandrowo (russ.) bzw. Aleksandrów Podgraniczny; deutsch 1939–1943 Alexandrow (Weichsel), 1943–1945 Weichselstädt) ist eine Stadt in der polnischen Woiwodschaft Kujawien-Pommern und liegt nahe der Weichsel etwa 20 km südsüdöstlich von Thorn. Aleksandrów Kujawski ist Sitz des Powiat Aleksandrowski und hat etwa 12.300 Einwohner.

## Geschichte
Der Bau des Bahnhofes Trojanów im Zuge der Errichtung der Eisenbahnlinie von Kutno nach Thorn zwischen 1859 und 1865 war die Keimzelle der späteren Stadt. 1862 verkehrten die ersten Züge. Ebenso wichtig war auch die Lage nahe der Grenze des Russischen Reiches, in dem das frühere Königreich Polen (Kongresspolen) 1832 aufgegangen war, und Preußens, das 1815 die Provinz Posen, die es bereits 1793 in der 2. Teilung Polens erhalten hatte, vom Wiener Kongress wieder zugesprochen bekam. Im Jahr 1879 fand hier ein Treffen zwischen Zar Alexander II. und Kaiser Wilhelm I. statt. Aus diesem Anlass wurde der Ort in Aleksandrowo umbenannt und erhielt Stadtrecht; einige Zeit später erfolgte die Umbenennung in Aleksandrów Pograniczny („Aleksandrów an der Grenze“). Ihren heutigen Namen erhielt die Stadt 1919, nachdem Polen als unabhängiger Staat wiederhergestellt worden war. In den Jahren 1921–1923 gab es in Aleksandrów Kujawski ein Internierungslager für Soldaten der Ukrainischen Volksrepublik. 
1932 wurde Aleksandrów Kujawski Sitz des Landkreises Nieszawa (Powiat Nieszawski), der am 1. April 1938 zur damaligen Woiwodschaft Großpommerellen kam, die – nach ihrer Verkleinerung am 7. April 1945 – das 'Groß' im Namen einbüßte und im Jahre 1950 nach ihrer neuen Hauptstadt Bydgoszcz umbenannt wurde. Der Landkreis bestand bis 1975. Von 1975 bis 1999 gehörte Aleksandrów Kujawski zur Woiwodschaft Włocławek. Seit der Verwaltungsreform von 1999 ist Aleksandrów Kujawski wieder Kreisstadt.

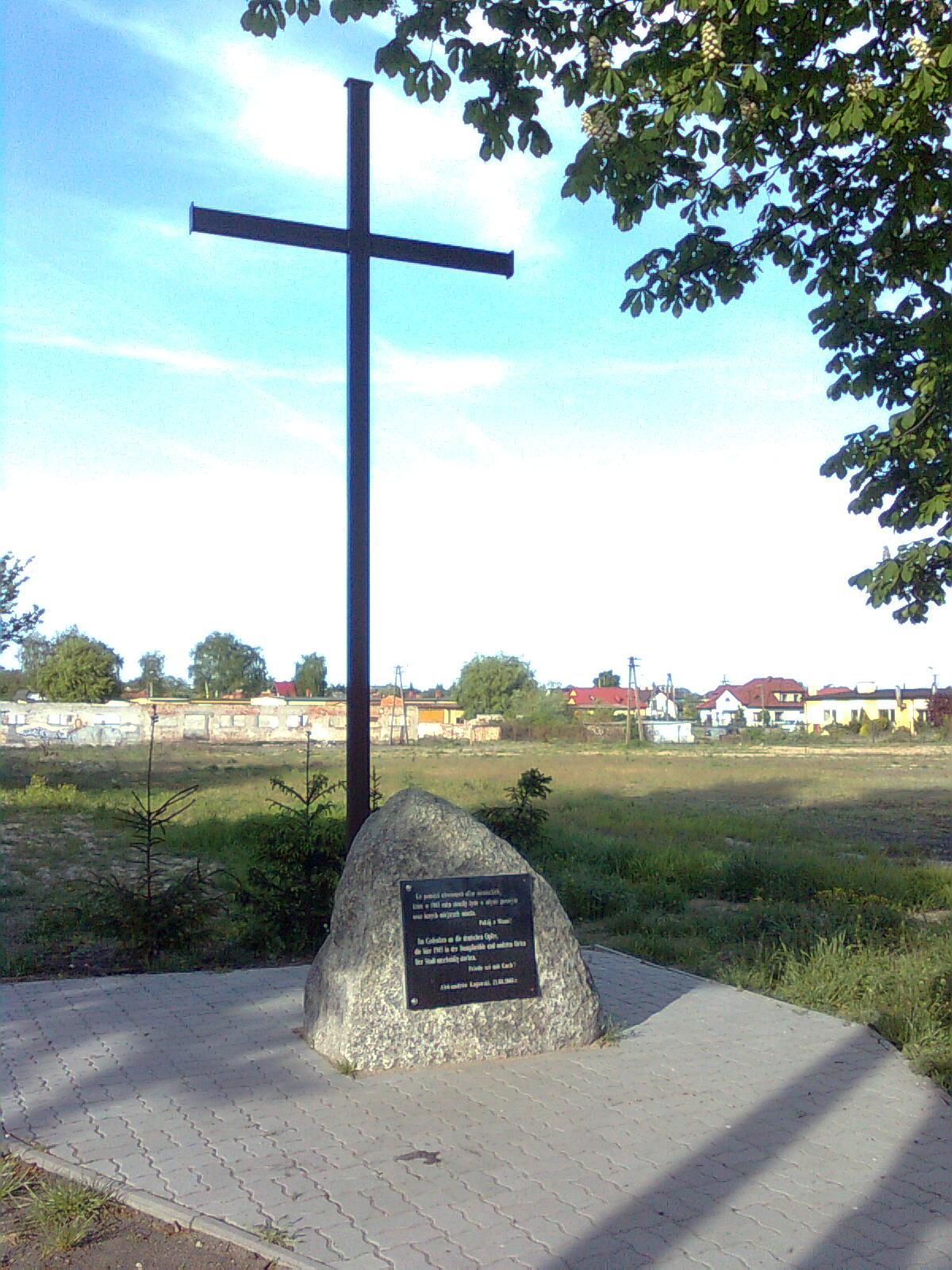
Denkmal für die ermordeten Deutschen

Im August 2008 wurde in der Stadt ein Denkmal für 70 im Jahre 1945 durch Angehörige des örtlichen polnischen Staatssicherheitsdienstes ermordete Deutschen errichtet.

## Verkehr
Am Bahnhof Alexandrów Kujawski an der Bahnstrecke Kutno–Piła zweigt die im Personenverkehr nicht mehr betriebene Bahnstrecke Aleksandrów Kujawski–Ciechocinek ab. 

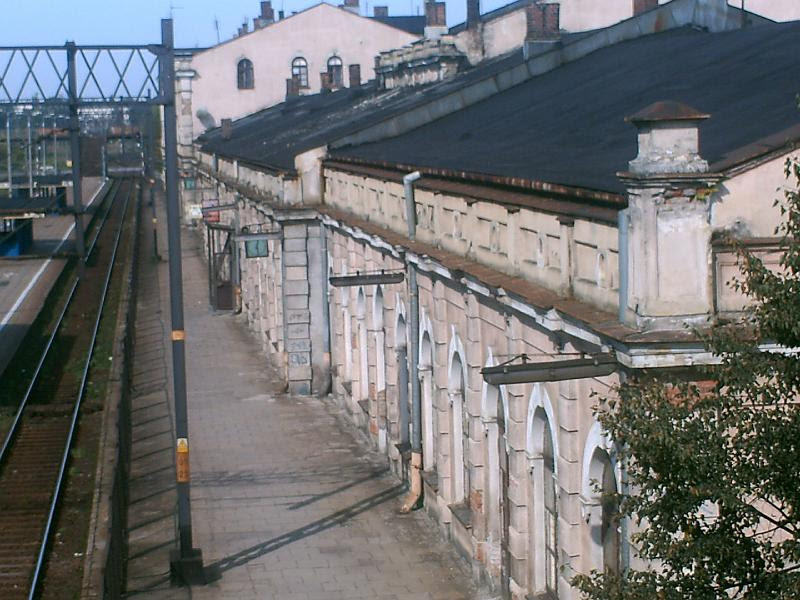
Bahnhof

## Landgemeinde
Die Landgemeinde Aleksandrów Kujawski, zu der die Stadt selbst nicht gehört, hat eine Fläche von 131,6 km², auf der (Stand: 31. Dezember 2020) 12.015 Menschen leben.

## Eisenbahnunfall 1980
Auf dem Gebiet der Landgemeinde ereignete sich am Morgen des 19. August 1980 der Eisenbahnunfall von Otłoczyn. 67 Tote waren die Folge, 62 Menschen wurden darüber hinaus verletzt. Es war der schwerste Eisenbahnunfall in der Nachkriegszeit in Polen.

## Söhne und Töchter der Stadt
- Henri Czaplinski (1889–?), Geiger und Musikpädagoge